# Montigny-le-Gannelon
Montigny-le-Gannelon település Franciaországban, Eure-et-Loir megyében. Lakosainak száma 455 fő (2018. január 1.). Montigny-le-Gannelon Saint-Hilaire-sur-Yerre községgel határos.

## Népesség
A település népességének változása:
| Lakosok száma | 369  | 349  | 334  | 388  | 426  | 492  | 481  | 469  | 459  | 455  |
|               | 1968 | 1975 | 1982 | 1990 | 1999 | 2011 | 2013 | 2015 | 2017 | 2018 |